# Петър Мидилев
Петър Иванов Мидилев е български офицер и политик. Участва в подготовката на Деветнадесетомайския преврат от 1934 година, след който става министър на вътрешните работи в правителството на Кимон Георгиев.

## Биография
Петър Мидилев е роден на 8 ноември (27 октомври) 1875 година в Сливен. Завършва Военното училище в София през 1897 г., а през 1907 г. завършва Генералщабната академия в Санкт Петербург. Служи в 6-и артилерийски полк.
Работи като втори секретар в Българското търговско агентство в Битоля.
По време на Балканската война през 1912 – 1913 г. Мидилев служи в щаба на Трета пехотна дивизия. През Първата световна война (1915 – 1918) г. първоначално е началник-щаб на Втора пехотна дивизия, а през 1917 г. е повишен в полковник, след което командва 58-и пехотен полк и ръководи оперативното отделение в щаба на Първа българска армия. След войните е началник е на Военното училище (29 октомври 1918 г. – 7 ноември 1919 г.), главен интендант на армията (1919 – 1920) и началник-щаб на армията (септември-декември 1920 г.). Мидилев е член на Военния съюз и е уволнен от армията на 3 декември 1920 година при опитите на министър-председателя и военен министър Александър Стамболийски да ликвидира съюза.
Петър Мидилев е активен участник в Съюза на запасните офицери и е негов подпредседател от 1924 г. до 1934 г. Председател е на Масонската ложа.
 През 1930 г. е повишен в генерал-майор от запаса. Участва в подготовката на държавния преврат на 19 май 1934 г. и след успеха му става министър на вътрешните работи и народното здраве (1934 – 1935 г.). Като такъв, Мидилев осъществява идеята на Анастас Иширков за най-масовото селищно преименуване в България. От август до декември 1934 г. с девет негови заповеди са променени имената на 1875 населени места, което възлиза на 32,6 % от всички български селища.
Генерал-майор Петър Мидилев умира на 22 март 1939 г. в София.
| |  |  |  |
| Рапорт на секретаря на Княжеското българско търговско агентство в Битоля Мидилев до началника на Щаба на армията генерал-майор Назлъмов за настроенията на турските офицери против война с България и за политически съюз между двете страни. 24 януари 1909 г. |  |  |  |

## Военни звания
- Подпоручик (1897)
- Поручик (1901)
- Капитан (1904)
- Майор (4 септември 1910)
- Подполковник (15 ноември 1914)
- Полковник (30 май 1917)
- о. з. Генерал-майор (1930)

## Награди
- Орден „За храброст“ IV степен, 1-ви и 2-ри клас
- Орден „Свети Александър“ II степен без мечове, III степен с мечове по средата и V степен с мечове по средата
- Орден „За военна заслуга“ IV степен на военна лента
- Орден „За заслуга" на обикновена лента